# 普罗瑟尔斯海姆
普罗瑟尔斯海姆是德国巴伐利亚州的一个市镇。总面积20.04平方公里，总人口1179人，其中男性613人，女性566人（2011年12月31日），人口密度59人/平方公里。